# Anatomía macroscópica

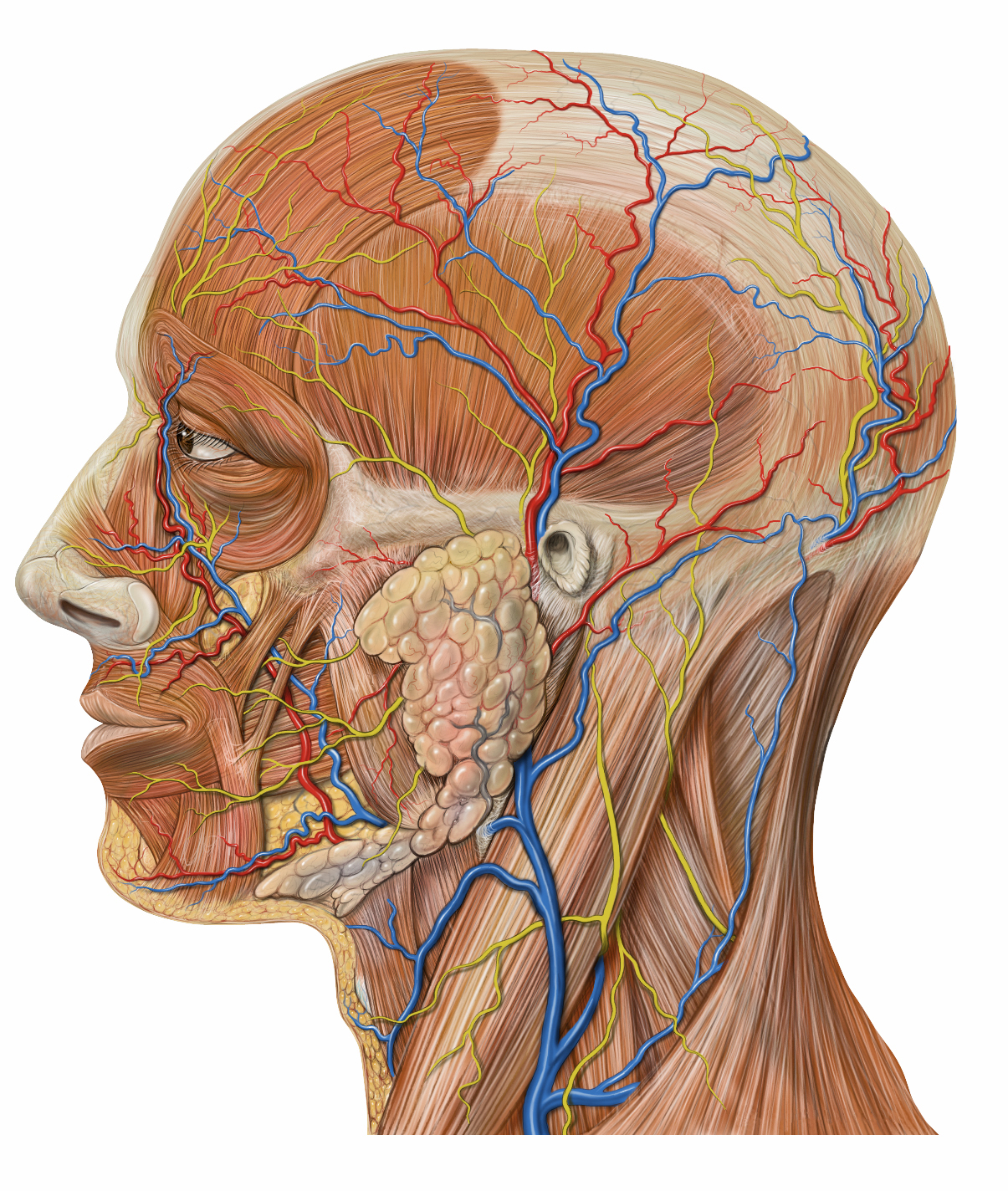
Anatomía de la superficie lateral izquierda de la cabeza humana

Anatomía es el estudio que se entiende por anatomía gruesa el estudio de los órganos o partes del cuerpo lo suficientemente grandes como para que se puedan observar a simple vista y sin la necesidad de usar microscopio. La anatomía macroscópica permite analizar y estudiar estos órganos mediante la observación directa o indirecta, es decir, a través del uso de instrumentos que lo permitan.
Los métodos de estudio de la anatomía macroscópica pueden valerse de técnicas invasivas o no invasivas con el fin de facilitar la observación y estudio de los órganos de los seres vivos. Algunos de los métodos no invasivos que se emplean más comúnmente son:
La endoscopia, mediante un instrumento que incluye una cámara y será insertado en una incisión del cuerpo, se pueden observar los órganos internos con gran detalle.
La angiografía, permite la visualización de los vasos sanguíneos al inyectar un líquido opaco en su interior.
Rayos X, uso de la radiación electromagnética para la exploración médica de una zona concreta.
Resonancia magnética, uso de un campo magnético y ondas de radio para la obtención de imágenes del área específica del cuerpo que se desea analizar.
La disección figura también entre los métodos para el estudio de la anatomía a escala macroscópica, el cual se emplea en los cadáveres con en fin de una exploración completa de sus órganos internos.
Edición:Abigail cariaga

## Técnicas de estudio
La anatomía macroscópica se estudió utilizando métodos invasivos y no invasivos, con el objetivo de obtener información sobre la estructura y organización macroscópica de los órganos y sistemas de órganos de los cuerpos de los seres vivos. 

## Métodos de estudios
Entre los métodos de estudio más comúnmente usados es la disección, en la que el cadáver de un animal o un cadáver humano, es abierto quirúrgicamente y sus órganos son estudiados. La endoscopia, en el que un instrumento equipado con cámara de vídeo se inserta a través de una pequeña incisión en el cuerpo, puede ser utilizado para explorar los órganos internos y otras estructuras de animales vivos. La anatomía del sistema circulatorio en un animal vivo se puede estudiar de forma no invasiva mediante la  angiografía, es una técnica en la que los vasos sanguíneos se visualizan después de que se le  inyecta con un tinte opaco. Otros medios de estudio incluyen técnicas radiológicas de formación de imágenes, como rayos X y la resonancia magnética.

## En la educación superior
La mayoría de las escuelas de la profesión de la salud de doctorado, como las escuelas de medicina, odontología y veterinaria, requieren que los estudiantes tengan una completan  práctica (disección)en el curso de anatomía macroscópica. Estos cursos tienen como objetivo educar a los estudiantes en los fundamentos de la anatomía  para tratar de establecer puntos de referencia anatómicos que luego pueden ser utilizados para ayudar al diagnóstico médico (medicina humana o veterinaria). Muchas escuelas y en las mejores universidades ofrecen a los estudiantes la oportunidad de disecar cadáveres para su investigación, ayudados por los manuales de disección, así como los atlas Anatomía.